# Samuel Azout Papu
Samuel Roger Azout Papu (1959, Barranquilla) es un empresario y filántropo colombiano, reconocido por su labor en el sector privado y su compromiso con iniciativas sociales enfocadas en la superación de la pobreza y el desarrollo infantil.

## Biografía
Samuel Azout nació en una familia judía en Barranquilla. Sus abuelos emigraron a Colombia en la década de 1920 desde regiones que hoy corresponden a Israel y Siria. Realizó sus estudios de primaria y secundaria en el Colegio Karl C. Parrish de su ciudad natal. Posteriormente, obtuvo el título de economista en la Universidad de Cornell y una Maestría en Administración de Negocios (MBA) en la Universidad de Georgetown. Además, cursó una Maestría en Administración Pública en la Escuela Kennedy de Harvard.

## Carrera Empresarial
Azout inició su trayectoria profesional en el negocio familiar, Almacenes Vivero S.A., una cadena de supermercados fundada por su padre, Alberto Azout. Se desempeñó como gerente general de la empresa y lideró su fusión con Carulla, dando origen a Carulla  Vivero S.A., donde ocupó el cargo de presidente. Bajo su dirección, la compañía se consolidó como una de las principales cadenas de retail en Colombia. Tras la adquisición de Carulla Vivero por el Grupo Éxito, Azout introdujo en el país la franquicia de calzado Payless ShoeSource.

## Compromiso Social
Tras su éxito en el ámbito empresarial, Azout enfocó sus esfuerzos en iniciativas sociales. En 2006, fundó Fútbol con Corazón, una organización sin ánimo de lucro que utiliza el deporte como herramienta para el desarrollo socioemocional de niños y niñas en comunidades vulnerables. Además, ha estado vinculado a proyectos como aeioTU de la Fundación Carulla, orientados al desarrollo infantil temprano.

## Servicio Público
En 2010, el presidente Juan Manuel Santos nombró a Azout como Alto Consejero Presidencial para la Prosperidad Social. Posteriormente, en 2011, asumió la dirección de la Agencia Nacional para la Superación de la Pobreza Extrema (ANSPE), cargo que ocupó hasta febrero de 2013. Durante su gestión, trabajó en la implementación de políticas destinadas a reducir la pobreza y la desigualdad en Colombia.